# Woodstock (Film)
Woodstock ist ein Dokumentarfilm über das Woodstock-Festival. Über 20 Kameraleute erstellten auf dem Festival über 100 Stunden Farbfilmmaterial. Aus diesem Material wurde ein dreistündiger Film im Breitbildformat geschnitten. Bemerkenswert ist die Split-Screen-Technik, mit der teilweise bis zu drei Perspektiven nebeneinander montiert wurden. Das eigentliche Festival war ein finanzielles Desaster, der Film konnte durch seine Einspielergebnisse jedoch einen Großteil des Verlustes ausgleichen, denn er brachte rund 5 Millionen Dollar innerhalb von nur 18 Wochen ein.

## Woodstock – 3 Days of Peace & Music

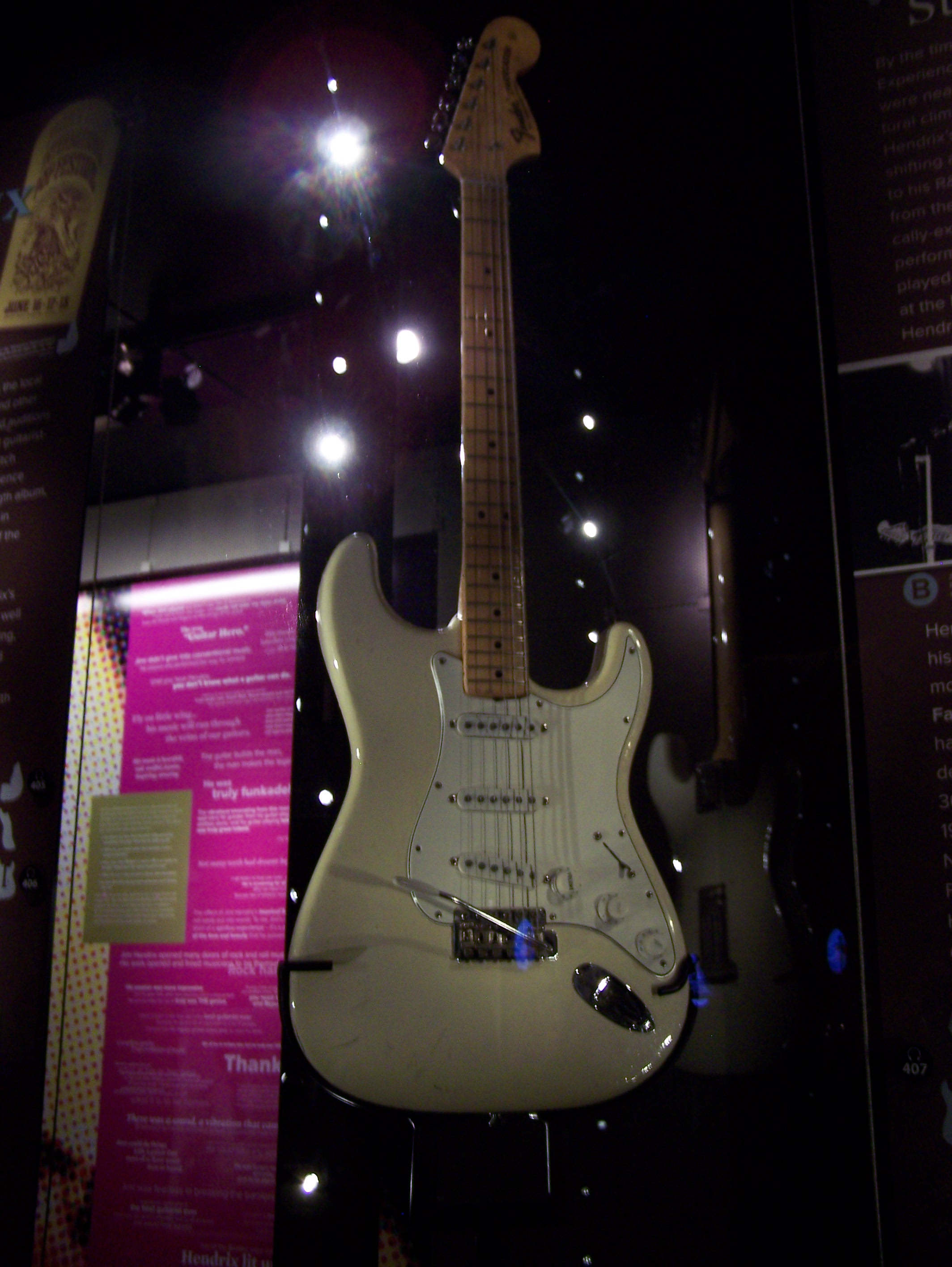
Die Gitarre von Jimi Hendrix, die er bei seinem Auftritt benutzte

Inhaltlich stellt der Film eine Mischung aus Auftritten der Musiker und einer Dokumentation mit vielen Interviews dar. Zum 25. Jubiläum des mit einem Oscar ausgezeichneten Werkes kam eine um rund 40 Minuten verlängerte Version des Films auf den Markt. Regie führte Michael Wadleigh, der Film beschreibt einen der Höhepunkte der Geschichte der Popkultur. Die Dokumentation zeigt unter anderem die für die damalige Zeit skandalöse Interpretation der US-amerikanischen Nationalhymne durch Jimi Hendrix sowie zahlreiche Stars und Bands wie Janis Joplin, Joe Cocker, Carlos Santana, Sly & the Family Stone, Ten Years After oder The Who.
| Nummer | Interpret                      | Titel                                              |
| --- | ------------------------------ | -------------------------------------------------- |
| 1.* | Crosby, Stills, Nash and Young | Long Time Gone                                     |
| 2.* | Canned Heat                    | Going Up the Country                               |
| 3.* | Crosby, Stills, Nash and Young | Wooden Ships **                                    |
| 4. | Richie Havens                  | Handsome Johnny **                                 |
| 5. | Richie Havens                  | Freedom / Sometimes I Feel Like a Motherless Child |
| 6. | Canned Heat                    | A Change Is Gonna Come **                          |
| 7. | Joan Baez                      | Joe Hill                                           |
| 8. | Joan Baez                      | Swing Low Sweet Chariot                            |
| 9. | The Who                        | See Me, Feel Me / Listening to You                 |
| 10. | The Who                        | Summertime Blues                                   |
| 11. | Sha Na Na                      | At the Hop                                         |
| 12. | Joe Cocker and the Grease Band | With a Little Help from My Friends                 |
| 13. | Publikum                       | Crowd Rain Chant                                   |
| 14. | Country Joe and the Fish       | Rock and Soul Music **                             |
| 15. | Arlo Guthrie                   | Coming into Los Angeles                            |
| 16. | Crosby, Stills, Nash and Young | Suite: Judy Blue Eyes                              |
| 17. | Ten Years After                | I Am Going Home                                    |
| 18. | Jefferson Airplane             | Saturday Afternoon/Won’t You Try **                |
| 19. | Jefferson Airplane             | Uncle Sams Blues **                                |
| 20. | John Sebastian                 | Younger Generation                                 |
| 21. | Country Joe McDonald           | I-Feel-Like-I’m-Fixin’-to-Die Rag                  |
| 22. | Santana                        | Soul Sacrifice                                     |
| 23. | Sly & the Family Stone         | I Want to Take You Higher                          |
| 24. | Janis Joplin                   | Work Me, Lord **                                   |
| 25. | Jimi Hendrix                   | Voodoo Child (Slight Return) **                    |
| 26. | Jimi Hendrix                   | The Star-Spangled Banner                           |
| 27. | Jimi Hendrix                   | Purple Haze & Instrumental Solo                    |
| 28.* | Crosby, Stills, Nash and Young | Woodstock                                          |
| *) Vorspann bzw. Abspann (kein Bühnenauftritt) **) nicht in der Originalfassung, sondern nur im Directors Cut enthalten |                                |                                                    |

## Kritiken und Auszeichnungen
„Das monumentale Ereignis wurde ebenso wie der Film und der Soundtrack zum Symbol einer selbstbewußten Gegenkultur, die damals allerdings bereits ihren Höhepunkt überschritten hatte. Als musikalisches und zeitgeschichtliches Dokument mitreißend und äußerst aufschlußreich, wenn auch die ebenso miserable wie überflüssige deutsche Synchronisation die atmosphärische Dichte erheblich beeinträchtigt.“

„Mit Hilfe von Reportagen und Interviews werden die Randerscheinungen der Massenveranstaltung glossiert und geben zusammen mit den Auftritten berühmter Pop-Bands ein sehenswertes Dokument von der Mentalität der Generation unter 30 Jahren.“

Gewonnen
- 1971: Oscar für Bob Maurice in der Kategorie „Bester Dokumentarfilm“.[8]

Nominierungen
- 1971: Thelma Schoonmaker in der Kategorie „Bester Schnitt“[9]
- 1971: Dan Wallin, Larry Johnson in der Kategorie „Bester Sound“[10]

## Sonstiges
- Die norwegische Musikgruppe Titanic mit dem britischen Sänger Roy Robinson wurde von der Filmfirma eingesetzt, um den Film an den französischen Mittelmeerstränden zu promoten. Sie durften bei den Filmfestspielen in Cannes als Band vor der Vorführung des Filmes auftreten.[11]
- Teile des nicht verwendeten Filmmaterials sind im Jahr 1990 unter dem Titel Woodstock – The Lost Performances veröffentlicht worden.
- 1996 erfolgte die Aufnahme in das „National Film Registry“ der Library of Congress (USA) als besonders erhaltenswerter Film.[12]